# Nygolaimellus abnormis
Nygolaimellus abnormis är en rundmaskart. Nygolaimellus abnormis ingår i släktet Nygolaimellus och familjen Nygolaimellidae. Inga underarter finns listade i Catalogue of Life.